# Saint-Pierre-du-Bosguérard
Saint-Pierre-du-Bosguérard é uma comuna francesa na região administrativa da Normandia, no departamento de Eure. Estende-se por uma área de 10,03 km². Em 2010 a comuna tinha 1 036 habitantes (densidade: 103,3 hab./km²).